# Halina Wołłowicz

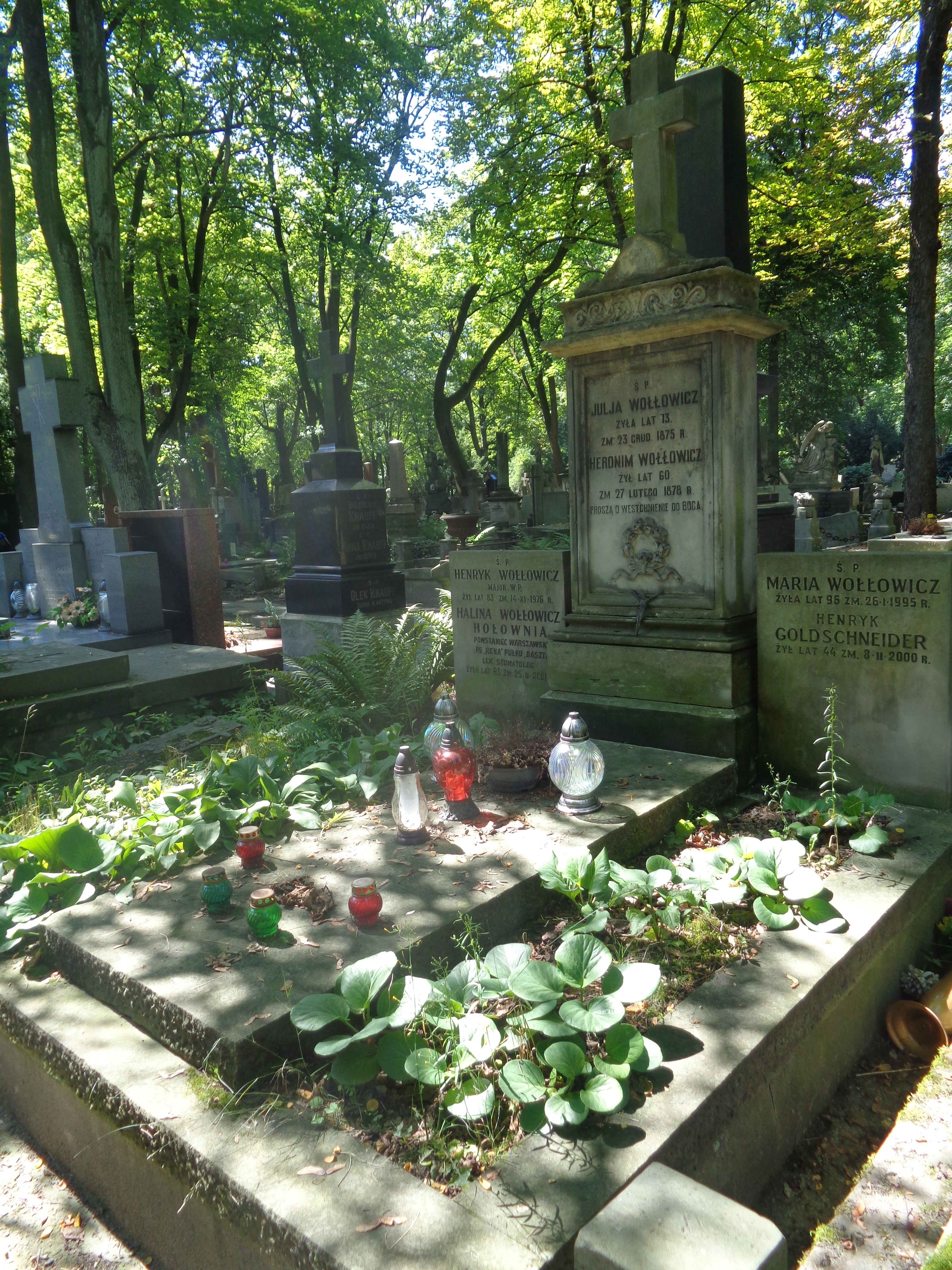
Grób Haliny Wołłowicz-Hołowni na cmentarzu Powązkowskim

Halina Janina Wołłowicz-Hołownia ps. „Rena” (ur. 5 października 1927 w Wilnie, zm. 25 lutego 2021) – polska działaczka podziemia niepodległościowego w czasie II wojny światowej, żołnierz Armii Krajowej, uczestniczka powstania warszawskiego.

## Życiorys
Jest prawnuczką działacza niepodległościowego Michała Wołłowicza. Jej ojciec Henryk Wołłowicz był oficerem WP w okresie dwudziestolecia międzywojennego i brał udział w polskiej wojnie obronnej września 1939. Urodziła się w Wilnie i tam mieszkała do wiosny 1939 roku, kiedy wraz z rodzicami przeniosła się na warszawski Żoliborz. W czasie okupacji niemieckiej od 1942 roku działała w konspiracji niepodległościowej w ramach kompanii K-1 – batalionu „Karpaty” – Pułku „Baszta” – Komendy Głównej Armii Krajowej, w ramach której bała również udział w powstaniu warszawskim jako łączniczka i sanitariuszka na Mokotowie. W pierwszym dniu powstania warszawskiego 1 sierpnia 1944 po szturmie na tor wyścigów konnych na Służewcu opatrywała między innymi swojego rannego kolegę z Pułku „Baszta” – Rajmunda Kaczyńskiego ps. „Irka” (ojca Jarosława i Lecha Kaczyńskich). Została ranna 26 września 1944 na terenie Parku Dreszera. Jest jedną z bohaterek książki Anny Herbich pt. Dziewczyny z Powstania. Jej siostrzeńcem jest były Prezydent RP Bronisław Komorowski. Jej pierwszym mężem był Tadeusz Kubalski ps. „Zbroja” zaś drugim Olgierd Hołownia ps. „Hal” – obaj uczestnicy powstania warszawskiego.
Pochowana na Cmentarzu Powązkowskim (IV Brama, kwatera 72-5-13/14).

## Wybrane odznaczenia
- Krzyż Walecznych[6]
- Krzyż Kawalerski Orderu Zasługi Republiki Federalnej Niemiec (2015)[7]
- Krzyż z Mieczami Orderu Krzyża Niepodległości (2017)[8]